# 利奧四世 (拜占庭)
利奥四世（Λέων Δ΄，750年1月25日—780年9月8日），人称“哈扎尔人利奥”（the Khazar），拜占庭皇帝（775年-780年在位）。
利奧四世之母哈扎尔的伊琳娜为可薩汗国可汗比哈尔之女奇奇格，出生于后不久便被其父君士坦丁五世任命为共治皇帝。769年，他同雅典的伊琳娜结婚。775年，其父去世，利奧四世镇压了其几个同父异母兄弟的反抗，成为真正的皇帝。778年，他曾遣军重創阿拔斯帝国的入侵，使其短期無法再來犯。
780年，利奧四世在准备攻打保加利亚时去世，临终前任命其妻雅典的伊琳娜为其子君士坦丁六世的唯一监护人。

## 註腳
1. ↑  Grierson, Philip. . Centro Italiano di Studi sull'Alto Medioevo. 2001: 273  [2020-07-02]. ISBN 9788879882446. （原始内容存档于2020-07-13） （英语）.
2. ↑  Bury 2015.